# Virginie Ledoyen
Virginie Ledoyen, właśc. Virginie Fernandez (ur. 15 listopada 1976 w Aubervilliers) – francuska aktorka pochodzenia hiszpańskiego. Jej pseudonim „Ledoyen” pochodzi od nazwiska panieńskiego jej babci ze strony ojca, aktorki amatorki.
Jest córką restauratorów.
Zasiadała w jury sekcji "Cinéfondation" na 52. MFF w Cannes (1999), w jury konkursu głównego na 70. MFF w Wenecji (2013) oraz w jury sekcji "Un Certain Regard" na 71. MFF w Cannes (2018).

## Filmografia
- 2012:
  - Żegnaj królowo jako Gabrielle de Polignac
- 2008:
  - Moi przyjaciele, moje miłości (Mes amis, mes amours)
- 2006:
  - Seed of Contention
  - Czyja to kochanka? (La Doublure)
- 2005:
  - Holly
- 2004:
  - Szepty w mroku (Saint-Ange)
- 2003:
  - Bon voyage
  - Mais qui a tué Pamela Rose?
- 2002:
  - Josy
  - 8 kobiet
- 2001:
  - De l'amour
- 2000:
  - Niebiańska plaża
- 1998:
  - En plein coeur
  - Fin août, début septembre
  - Córka żołnierza nie płacze
  - Jeanne i jej wspaniały chłopak
- 1997:
  - Marianne
  - Héroïnes
  - Ma 6-T va crack-er
- 1996:
  - Mahjong
- 1995:
  - Les Sensuels
  - Sur la route
  - La Cérémonie
  - La Fille seule
- 1994:
  - L'Eau froide
  - La Folie douce
- 1993:
  - Les Marmottes
- 1991:
  - Mima
  - Le Voleur d'enfants
  - Lo más natural
- 1987:
  - Les Exploits d'un jeune Don Juan

## Seriale telewizyjne
- 2011:
  - XIII: The Series
- 2009:
  - Myster Mocky présente
- 2000:
  - Les misérables
- 1994:
  - Wszyscy młodzi w ich wieku
- 1991:
  - Haute tension
- 1988:
  - La vie en panne